# Каслбеллингем
Каслбеллингем (англ. Castlebellingham; ирл. Baile an Ghearlánaigh/Cill Sáráin) — деревня в Ирландии, находится в графстве Лаут (провинция Ленстер). В деревне располагалась железнодорожная станция открытая 1 апреля 1851 года, но 6 сентября 1976 года её закрыли.

## История
Замок Каслбеллингем был родовым поместьем для семьи Беллингемс с XVII века. Он был построен около 1660 года Генри Беллингем, который был корнетом в армии во время Гражданской войны. Он приобрёл земли Джернонстауна (англ. Gernonstowne) у другого солдата вместо задолженности по заработной плате. Приобретение было подтверждено королём Карлом II.
Существует несколько вариантов написания Gernonstowne. На различных картах и в других документах он называется Gernonstowne, Gernonstown, Gernon’s-Town, Gormanstown, Germanstown, Garlandstown, Garland и т. д. Ирландские дорожные знаки показывают по английский как Каслбеллингем (англ. Castlebellingham), в то время как ирландский перевод все ещё ссылается на baile an Ghearlanaigh — или Gernonstown. Имя не появляется на документе до 1700 года. С 1710 года имя начало появляться в журналах и других источниках как Каслбеллингем.
Замок был занят войсками и сожжён осенью 1689 года.
Со временем Каслбеллингем стал известен как важный пункт сбора урожая в стране. Ярмарки проводились каждый год. Рядом с замком была построена церковь и кладбище с фамильным склепом. Беллингемсы стали одними из самых мощных и влиятельных семей в округе. На протяжении более 100 лет Беллингемы занимали место в парламенте графства Лаут.
В записях также отмечается, что Каслбеллингем имел «лучший солод ликер» в Ирландии. По-видимому, пивоваренный завод был построен здесь около 1770 года и принадлежал O’Bryen Bellingham. Пивоварни все ещё там, но сейчас там находится Smallwares Ltd. Пивоваренный завод был основным поставщиком напитка во время англо-бурской войны.

## Демография
Население — 816 человек (по переписи 2006 года). В 2002 году население составляло 721 человек.
Данные переписи 2006 года:
| Общие демографические показатели |               |                               |                               |      |      |
| Всё население                    | Всё население | Изменения населения 2002—2006 | Изменения населения 2002—2006 | 2006 | 2006 |
| 2002                             | 2006          | чел.                          | %                             | муж. | жен. |
| 721                              | 816           | 95                            | 13,2                          | 403  | 413  |